# 서울 미타사 지장시왕도
미타사 지장시왕도는 대한민국 서울특별시 성북구, 미타사에 있는 조선시대의 불화이다. 2014년 7월 3일 서울특별시의 유형문화재 제359호로 지정되었다.

## 지정 사유
이 지장시왕도는 19세기에 서울 경기지역과 경상남도를 중심으로 성행한 지장시왕도 형식중 하나인 지장보살 아래에 선악동자를 큼직하게 표현한 작품으로, 이 작품에서처럼 하얀꽃으로 머리를 장식한 동자의 도상은 경기도 화승들에 의해 즐겨 그려졌던 형식이며 이 불화 역시 서울 경기지역 지장시왕도의 형식을 대표하고 있음을 알 수 있음. 섬세한 필선과 탄탄한 구성 등 경선당 응석의 화풍을 잘 보여주는 작품으로서, 서울특별시 유형문화재로 지정하여 보호함이 타당하다고 판단됨.

## 조사보고서
이 불화는 미타사 대웅전에 봉안되어 있는 지장시왕도로, 시주자인 癸酉生 李氏 부인이 아버지 全州 李氏, 어머니 文義 李氏, 남편인 丁丑生 南氏의 極樂往生을 기원하며 발원한 것이다. 화기에는 제작년대와 봉안장소가 적혀있지 않지만 1873년에 조성된 미타사 신중도와 동일한 중명비구(布和堂定修) 및 별좌비구(秀山堂冨潤)가 緣化秩로 참여하였으며 신중도와 양식, 화풍이 동일한 것으로 보아 신중도와 같은 해인 1873년 4월에 삼각산 미타사에서 함께 제작, 봉안된 것으로 추정된다. 화면은 향좌측부터 14.5cm, 36cm, 36.2cm, 35.8cm, 36cm, 35.5cm의 비단을 이어 만들었는데, 여러 군데에 찢어지고 박락된 부분이 보이는 등 보존상태가 좋지 않다.
화면 중앙에는 지장보살이 큼직하게 자리잡고 있으며 좌우에는 시왕을 비롯하여 判官과 使者, 獄卒, 天女, 童子, 馬頭․虎頭獄卒 등의 권속들이 배치되었고, 지장보살 아래에는 2명의 동자상이 표현되었다. 지장보살은 원형의 두광과 신광을 지니고 연화대좌 위에 편안한 모습으로 앉아 있다.
이 작품에서 무엇보다도 주목되는 것은 화면 중앙 하단에 배치된 2명의 동자상으로, 이들은 인간의 선악을 대변하는 동자인 善惡童子로, 하얀 꽃으로 머리를 장식하고 裸形의 상체에 치마를 두르고 휘날리는 천의로 온 몸을 감싸고 있다.
채색은 붉은색과 녹색이 주조색으로 사용되었으며, 인물의 얼굴에는 흰색을 칠하여 화면이 밝은 느낌이 들며 지장보살의 신광은 금색으로 채색. 전체적으로 필선이 매우 섬세하며 얼굴에 음영을 표현하여 입체감을 주고 있다.
화기에 화승의 이름은 밝혀져 있지 않지만 신중도와 같이 慶船堂 應釋이 出草하고 龍溪堂 瑞翊, 東化堂, 斗欽, 萬波堂 頓照, 奉洽 등이 함께 조성한 것으로 추정된다. 이 지장시왕도는 19세기에 서울 경기지역과 경상남도를 중심으로 성행한 지장시왕도 형식 중 하나인 지장보살 아래에 선악동자를 큼직하게 표현한 작품으로, 이 작품에서처럼 하얀꽃으로 머리를 장식한 동자의 도상은 경기도 화승들에 의해 즐겨 그려졌던 형식이며 이 불화 역시 서울 경기지역 지장시왕도의 형식을 대표하고 있음을 알 수 있다.
섬세한 필선과 탄탄한 구성 등 경선당 응석의 화풍을 잘 보여주는 작품으로서, 서울특별시 유형문화재로 지정하여 보호함이 타당하다고 판단된다.

## 참고 자료
- 서울 미타사 지장시왕도 - 국가유산청 국가유산포털